# Survivor Series (2008)
Survivor Series (2008) — двадцать второе в истории PPV-шоу Survivor Series, производства американского рестлинг-промоушна World Wrestling Entertainment (WWE). Шоу прошло 23 ноября 2008 года в «ТД-гарден» в Бостоне, Массачусетс, США.

## Результаты
| PreShow                          | Брайан Кендрик победил Кунг Фу Наки | Одиночный матч                                       | Неизвестно |
| 1                                | Команда HBK (Шон Майклз (капитан), Великий Кали (с Ранджин Синхгом), Крайм Тайм (Шад Гаспард и JTG) и Рей Мистерио) победили Команду JBL (Джон «Брэдшоу» Лэйфилд (капитан), Кейн, МВП, Джон Моррисон и Миз)                | Командный матч 5х5 на выбывание                      | 18:13      |
| 2                                | Команда RAW (Бет Финикс, Микки Джеймс, Келли Келли, Кэндис Мишель и Джиллиан Холл) (со Сантино Мареллой) победили Команду SmackDown (Мишель Маккул, Марис, Мария, Виктория и Наталья)                                      | Командный матч див 5х5 на вибывание                  | 09:39      |
| 3                                | Гробовщик победил Биг Шоу | Матч с гробами                                       | 12:45      |
| 4                                | Команда Ортона (Рэнди Ортон (капитан), Уильям Ригал, Шелтон Бенджамин, Коди Роудс и Марк Генри) (с Лейлой, Ману и Тони Атласом) победила Команду Батисты (Батиста (капитан), СМ Панк, Кофи Кингстон, Мэтт Харди и R-Truth) | Командный матч 5х5 на выбывание                      | 16:13      |
| 5                                | Эдж победил Triple H (с) и Владимира Козлова | Матч «Тройная Угроза» за титул чемпиона WWE          | 14:21      |
| 6                                | Джон Сина победил Криса Джерико (с) | Одиночный матч за титул чемпиона мира в тяжёлом весе | 21:19      |
| (c) — чемпион на момент поединка | |                                                      |            |

## Матчи на выбывание

### Команда HBK против Команды JBL
| Выбывание    | Рестлер                                               | Команда                                               | Кем был выбит                                         | Приём                                                 | Время                                                 |
| ------------ | ----------------------------------------------------- | ----------------------------------------------------- | ----------------------------------------------------- | ----------------------------------------------------- | ----------------------------------------------------- |
| 1            | JTG                                                   | Команда HBK                                           | MVP                                                   | Drive-By Кик                                          | 01:41                                                 |
| 2            | MVP                                                   | Команда JBL                                           | Кали                                                  | Кали Чоп                                              | 01:54                                                 |
| 3            | Кейн                                                  | Команда JBL                                           | Мистерио                                              | Кали Чоп и Сплэш от Мистерио                          | 03:26                                                 |
| 4            | Гаспард                                               | Команда HBK                                           | Миз                                                   | Проверка в реальных условиях (Reality Check)          | 06:30                                                 |
| 5            | Миз                                                   | Команда JBL                                           | Мистерио                                              | 619 и Прыжок Лягушки                                  | 11:45                                                 |
| 6            | JBL                                                   | Команда JBL                                           | Никто                                                 | Каунт-аут                                             | 17:57                                                 |
| 7            | Моррисон                                              | Команда JBL                                           | Майклз                                                | Свит Чин Мюзик                                        | 18:13                                                 |
| Выживший(е): | Шон Майклз, Великий Кали и Рей Мистерио (Команда HBK) | Шон Майклз, Великий Кали и Рей Мистерио (Команда HBK) | Шон Майклз, Великий Кали и Рей Мистерио (Команда HBK) | Шон Майклз, Великий Кали и Рей Мистерио (Команда HBK) | Шон Майклз, Великий Кали и Рей Мистерио (Команда HBK) |

### Команда RAW против Команды SmackDown
| Выбывание    | Рестлер                  | Команда                  | Кем был выбит            | Приём                                     | Время                    |
| ------------ | ------------------------ | ------------------------ | ------------------------ | ----------------------------------------- | ------------------------ |
| 1            | Виктория                 | Команда SmackDown        | Келли                    | «Арриканрана» удежание                    | 02:54                    |
| 2            | Келли                    | Команда RAW              | Марис                    | Сайд Слэм Бэкбрейкер                      | 03:23                    |
| 3            | Маккул                   | Команда SmackDown        | Джеймс                   | Микки-ДТ                                  | 05:07                    |
| 4            | Джеймс                   | Команда RAW              | Марис                    | Ролл-ап                                   | 05:26                    |
| 5            | Наталья                  | Команда SmackDown        | Кендис                   | Гарпун                                    | 06:45                    |
| 6            | Холл                     | Команда RAW              | Мария                    | Victory Roll                              | 07:44                    |
| 7            | Мария                    | Команда SmackDown        | Кендис                   | Bridging Northern Lights suplex удержание | 07:55                    |
| 8            | Кендис                   | Команда RAW              | Марис                    | Модифицированный Захват Четверка          | 08:38                    |
| 9            | Марис                    | Команда SmackDown        | Финикс                   | Глэм Слэм                                 | 09:39                    |
| Выживший(е): | Бет Финикс (Команда RAW) | Бет Финикс (Команда RAW) | Бет Финикс (Команда RAW) | Бет Финикс (Команда RAW)                  | Бет Финикс (Команда RAW) |

### Команда Ортона против Команды Батисты
| Выбывание    | Рестлер                                   | Команда                                   | Кем был выбит                             | Приём                                     | Время                                     |
| ------------ | ----------------------------------------- | ----------------------------------------- | ----------------------------------------- | ----------------------------------------- | ----------------------------------------- |
| 1            | Ригал                                     | Команда Ортона                            | Панк                                      | GTS                                       | 00:11                                     |
| 2            | R-Truth                                   | Команда Батисты                           | Бенджамин                                 | Пэйдирт                                   | 07:38                                     |
| 3            | Кингстон                                  | Команда Батисты                           | Ортон                                     | Роуп-ханг ДДТ                             | 10:45                                     |
| 4            | Панк                                      | Команда Батисты                           | Роудс                                     | ДДТ Серебристая ложка                     | 13:06                                     |
| 5            | Харди                                     | Команда Батисты                           | Хенри                                     | Самый сильный в мире Слэм                 | 14:22                                     |
| 6            | Хенри                                     | Команда Ортона                            | Батиста                                   | Гарпун                                    | 14:32                                     |
| 7            | Бенджамин                                 | Команда Ортона                            | Батиста                                   | Батиста Бомба                             | 15:06                                     |
| 8            | Батиста                                   | Команда Батисты                           | Ортон                                     | RKO                                       | 16:13                                     |
| Выживший(е): | Рэнди Ортон и Коди Роудс (Команда Ортона) | Рэнди Ортон и Коди Роудс (Команда Ортона) | Рэнди Ортон и Коди Роудс (Команда Ортона) | Рэнди Ортон и Коди Роудс (Команда Ортона) | Рэнди Ортон и Коди Роудс (Команда Ортона) |